# Thomson MO5 NR
Thomson MO5 NR (MO5 NR) је кућни рачунар, производ фирме Томсон (Thomson) који је почео да се израђује у Француској током 1984. године.
Користио је Motorola 6809e као централни микропроцесор а RAM меморија рачунара MO5 NR је имала капацитет од 128 KB (31003 бајтова слободно са Basic 1.0 и 111015 бајтова слободно са Basic 128). 

## Детаљни подаци
Детаљнији подаци о рачунару MO5 NR су дати у табели испод.
|                       | |
| [ 1 ]                 | |
| Произвођач            | Томсон |
| Тип                   | кућни рачунар |
| Меморија              | 128 (31003 бајтова слободно са Basic 1.0 и 111015 бајтова слободно са Basic 128) |
| Поријекло             | Француска |
| Година                | 1984 |
| Тастатура             | AZERTY распоред, тастатура са пуним помаком тастера. Тастери смјера, SHIFT, BASIC тастери, INS (insert), EFF (delete), ACC (accent), STOP, CNT (continue), CLEAR (cls), HOM (home), RESET тастер.            |
| Процесор              | |
| Фреквенција процесора | 1 |
| RAM                   | 128 (31003 бајтова слободно са Basic 1.0 и 111015 бајтова слободно са Basic 128) |
| ROM                   | 64 прошириво ROM (монитор + Basic 1.0 + Basic 128) |
| Текст                 | 40 x 25 |
| Графика               | 320 x 200 (16 боја), 640 x 200 (2 боје), 320 x 200 (4 боје), 160 x 200 (16 боја по пикселу), 320 x 200 (3 боје са 1 нивоом транспаренције), 320 x 200 (2 боје), 160 x 200 (5 боја са 3 нивоа транспаренције) |
| Боја                  | 4096 |
| Звук                  | 4 гласа, 5 октава |
| Димензије             | 440 x 231 x 84 / 2 |
| Портови               | |
| Оперативни систем     | |